# ゴールドマン (AV監督)
ゴールドマンは、日本のAV監督である。別名義に「剛留度満（ごうるど・まん）」がある。

## 人物・来歴
- 1987年に「電撃バイブマン」で監督デビュー[1]。前衛的手法で知られ、1989年『NEW変態ワールド　なま』はハメ撮りジャンルの草分けとなった。
- 近年は淫語インストラクターとして活躍。
- 2010年より特殊官能小説家として執筆活動もスタート。電子書籍にて「セックス・ムーヴィー・ブルース」、「セックス・マイナス・ラヴ・マシーン」をリリース。
- AVにおける淫語台本も多数執筆。
- 生年月日未公表であるが、2016年9月時点で54歳である[2]。
- 平野勝之いわく「現代の絶滅危惧種」[3]、「生きる天才」。

## おもな作品
特筆ない限り監督作品。

### アダルトビデオ
- ゴールドマンの女教師淫語研修（2005年、ハヤブサ）
- 「ゴールドマン見参！！」シリーズ（2007年、なにわ書店）
- （生）ハメ撮りの世界（2009年、学舎会）
- 大浣腸シリーズ（2011年、アリーナエンターテインメント）

### 映画
- 青春1メートル（2006年） – 平野勝之監督作『青春100キロ』に感化を受けた上映時間10分の映画作品。青春100キロ特別上映時に併映された。

## 執筆
- イク！イク！ちびまらちゃん（2016年10月15日 – 、DMMニュースR18） – 毛筆4コマ漫画[4]
- せんずりズバーン（2017年9月2日 – 、DMMニュースR18） – 毛筆4コマ漫画[5]
- THE･いんごガール（2017年10月7日 – 、DMMニュースR18） – 毛筆4コマ漫画[6]